# Dario Palermo
Pour les articles homonymes, voir Palermo.
Dario Palermo, né le 14 juin 1970 à Milan, est un compositeur italien.

## Biographie
Dario Palermo a commencé ses études musicales en guitare classique à l'âge de neuf ans, après des études en percussion avec Italo Savoia (Teatro alla Scala de Milan, La Scala), et peu de temps après à la Civica Scuola di Musica di Milano avec David Searcy et Jonathan Scully (Teatro alla Scala de Milan). Dans les premières années de sa carrière d'interprète, il a joué dans toute l'Europe dans plusieurs ensembles, groupes de chambre et orchestres avec, entre autres, Václav Neumann, Christa Ludwig, Thomas Allen et Claudio Abbado.
Au cours des mêmes années à la Civica Scuola di Musica, Dario Palermo s'est inscrit à des études de composition avec Massimiliano Carraro, puis avec Giorgio Taccani et Giovanni Verrando. Dario Palermo a également assisté à des séminaires et des cours avec Pierre Boulez, Franco Donatoni, Emmanuel Nunes, Aldo Clementi, et en particulier avec Gérard Grisey. En 2003, il a été sélectionné par le Panel de lecture de l'IRCAM, Institut de Recherche et Coordination Acoustique/Musique de Paris, Composition et Musique Informatique.
Depuis 2003, il vit entre la France et le Royaume-Uni où il a complété un doctorat en composition et technologies à l'Université d'East Anglia sous la supervision de Simon Waters.
En 2011, il a reçu une Royal Philharmonic Society - Drummond Fund pour un nouveau travail.
Entre 1993 et 1999, il a collaboré avec Agon, centre de recherche et de production par l'utilisation de technologies électroniques et informatiques, avec Luca Francesconi en tant que Directeur Artistique. À Agon, il a participé à la programmation et à la réalisation de concerts, d'installations, de théâtre de musique et de festivals.
Dario Palermo a composé des œuvres pour des forces variant d'instruments solo à orchestre, impliquant également l'utilisation d'appareils électroacoustiques et de nouvelles technologies. Ses compositions ont été réalisées dans toute l'Europe, les Amériques et l'Asie. Il a reçu des commissions de nombreuses organisations, festivals, ensembles et groupes de chambre. Ses œuvres les plus récentes ont été créées à Kings Place, à Londres ; Festival Mediarte, Monterrey; Festival Sonorités, Belfast; Southbank Centre et Southbank Centre's Purcell Room, à Londres ; Centro Nacional de Las Artes, Mexico ; Gare du Nord, Bâle ; Visiones Sonoras Festival, Morelia ; Biennale de Venise.
Depuis 1995, il a enseigné la composition, la théorie et l'analyse, la composition électro-acoustique et les nouvelles technologies; Entre 1999 et 2002, il a rejoint le Centro Tempo Reale, Florence, en Italie, pour travailler et réaliser le projet de Luciano Berio pour l'alphabétisation musicale de base pour les enfants grâce à l'utilisation de nouvelles technologies. Il a été invité à faire des conférences dans des cours spéciaux, des séminaires avancés et des cours de maîtrise dans plusieurs conservatoires et universités du monde entier.

## Œuvres
Instrumental
- Duo, for Horn and Marimba (2019)
- Étude nr.1, pour Piano (2015)
- Quatre Miniatures, pour deux Violons (2015)
- Trois Miniatures, pour Guitare Quartet (2014)
- RO  - Première danse de la Lune, for drum-set percussion and real time electronics (2011/12)
- The Difference Engine, for string quartet, mezzo-soprano and real time electronics (2010/11)
- Trance - Five Abstract Stations, for male Voice & real time electronics (2009)
- Ritual, version for Viola, real time composition & live electronics (2007-2008)
- Ritual, for Viola d'Amore, Real Time composition & Live Electronics (2006-2007)
- Exodus...Lands, for Horn, Vibraphone, Viola (2005-2006)
- Following The White Rabbit, for Contrabass Flute, Two Contrabass Clarinets, Contrabassoon and Live Electronics (2000)
- Move_On, for Piccolo & Live Electronics (2000)
- Cilla_Pusut, for female Vocal quartet, Mezzo-Soprano & Electronics (2000)
- Latitudes I, for Contrabass Flute & Live Electronics (1998)
- Lied II, for Bass Clarinet (1995)
- Oltre La Tela - Beyond The Canvas, (1993)
- Danza, for Cello solo (1993)

Ensemble - Orchestre - Opéra
- II - für sechs Stimmen (2018)
- Khantor's lollipops & the conjecture of the Pompeiu problem, a miniature opera (2017)
- sur l’excitation des corps, une miniature pour piano et ensemble (2016/17)
- Still Life v. IV, a film opera - for mezzo-soprano, contralto, trumpet, film and real time electronics (2013/14)
- Sill Life v. II, a film opera – responsive environment, for Drum-set Percussion, real time electronics audio & video (2013)
- music for The Difference Engine, for string quartet, mezzo-soprano, two dancers, real time electronics audio & video (2010/11)
- Latitudes Del Silencio, for ensemble (2004-2006)

Variable – Multimédia
- Sill_Life, a sound-video-scape live environment installation, live responsive environment (2012/13)
- Two Perspectives, For two performers and real-time electronic composition (2010)
- Discombobulator, (2009)
- Cyborg, for female Voice, Real Time Audio & Video (2002)

## Discographie
- 2015 : Difference Engines[5] Monographic CD – Amirani Records - AMRN